# Mandarfen
Mandarfen ist ein Dorf der Gemeinde St. Leonhard im Pitztal. Es liegt im hinteren Pitztal als vorletzter Ort vor dem Talschluss auf 1675 m Seehöhe.
Mandarfen bestand ursprünglich aus einem einzelnen, 1288 erstmals erwähnten Urhof. Erst seit dem 19. Jahrhundert sind weitere Höfe belegt. Im 20. Jahrhundert hat sich das Dorf zu einem der touristisch wichtigsten Orte des Tals mit mehreren Hotels, Ferienwohnungen und Privatzimmervermietern entwickelt. Westlich oberhalb des Ortes liegen der Rifflsee und das gleichnamige Skigebiet. Im Tal findet sich ein Übungs- bzw. Tellerlift.